# 伊東静雄

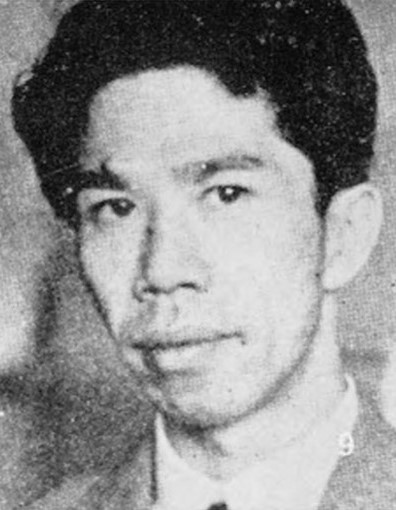
伊東静雄

伊東 静雄（いとう しずお、1906年（明治39年）12月10日 - 1953年（昭和28年）3月12日）は、日本の詩人。京大の友人と同人雑誌『呂』を創刊し、毎号、詩を発表した。保田與重郎を通して萩原朔太郎の知るところとなり、その詩を激賞された。作品に『わがひとに与ふる哀歌』（1935年）、『夏花』（1940年）など。

## 来歴
長崎県北高来郡諫早町（現 長崎県諫早市）出身。魚屋の丁稚の子として生まれる。父の惣吉は、魚屋の後に家畜仲買業で成功し、木綿商に転業した。四男の静雄は、兄たちの早世により嗣子として裕福に育った。
長崎県立大村中学（現：長崎県立大村高等学校）から旧制佐賀高等学校（現：佐賀大学）を経て、京都帝国大学文学部国文科に学んだ。在学中の1928年、大阪三越の懸賞募集児童映画脚本で童話『美しき朋輩達』が一等当選となり、原作者「壁 静」名義で映画化された（監督・清水宏、脚本・水島あやめ、制作・松竹）。 
1929年に京都帝国大学を卒業すると、公立学校教員となり、大阪府立住吉中学校（現：大阪府立住吉高等学校）教諭となった。旧制住吉中学時代には、『古事記』を教えていたことと、その流行を追わないスタイルから「コジキ」というあだ名をつけられていた名物教師だったというエピソードが残っている。住吉中学時代の教え子に芥川賞作家の庄野潤三や、ノーベル化学賞受賞者の下村脩がいる。
詩作は大学卒業の頃より始めた。1932年（昭和7年）、同人誌『呂』を創刊。のち『呂』を離れて、1933年頃から同人誌『コギト』に専念する。1935年（昭和10年）10月5日、処女詩集であり代表作となる『わがひとに与ふる哀歌』を発行し、萩原朔太郎から「日本にまだ一人、詩人が残っていた」と賞賛を受け一気に名声を高めた。伊東は、日本浪曼派の代表的な詩人となり、評論では保田與重郎とならんで、同時代に多大な影響を与えた。また、日本古典文学やリルケの造詣の深さに由来する、浪漫的で日本的な叙事詩に耽美性を加えた伊東の作風は、少年期の三島由紀夫にも多大な影響を与えた。伊東も三島の作品を見てその才能を買ったが、のちに直接面会してそりが合わず、三島を「俗人」と切り捨てた。 
1940年（昭和15年）には第二詩集『夏花』を刊行。1941年（昭和16年）には三好達治、中原中也、立原道造らとともに、詩同人誌『四季』同人となる。蓮田善明とも交流があり、蓮田が最後に出征する際、蓮田の乗った列車を大阪駅で見送っている。
1943年（昭和18年）9月5日に第三詩集『春のいそぎ』を刊行。1947年（昭和22年）に第四詩集『反響』を刊行。1948年、大阪府立阿倍野高等学校に転勤。詩作活動に耽る傍ら、地方公務員の教員としても勤務し続け、生涯教職から離れなかった。また一作一作の推敲に多くの時間を費やしたため、その短い生涯で公にした作品は約100篇に過ぎない。
4年近い闘病生活ののち、1953年（昭和28年）3月12日、肺結核のため、大阪府河内長野市の国立大阪病院長野分院（現：国立病院機構大阪南医療センター）で46歳で死去。死後まもなく『反響以後』が刊行された。戒名は文林院静光詩仙居士。
忌日に近い3月末の日曜日には、菜の花忌が営まれ、諫早市の伊東静雄顕彰委員会によって、優れた現代詩を賞する伊東静雄賞が設けられている。

## 家族
- 父・伊東惣吉（-1932） ‐ 旧姓・榎並（徴兵逃れのため伊東家に養子入り）。魚屋の奉公人を経て、家畜の仲買で財を成し、綿糸商のほか、さまざまな商売に携わった。地元では諫早家に次ぐ高額所得者であったが、小学生の静雄は「豚博労の子」と嘲笑された。知人の無尽の保証人となったことから、死後静雄に借財を残した[10][3][4]。
- 母・ハツ ‐ 旧姓・内田。夫が負債を残したまま死亡したことから諫早の家を売却し、静雄の大阪の家などを転々とした[3][10]。
- 弟・伊東寿恵男 ‐ 映画監督。
- 妻・花子 ‐ 旧姓・山本。奈良女高師出身の堺市立高等女学校の地理の教師で、静雄の下宿先の同居人の友人だった。1932年に結婚し、一女一男を儲け、1936年より黒山高等実践女学校に勤務。静雄はこの結婚を父の残した一万円の負債を返済するためと公言した[11]。
- 長女・坂東まき ‐ 詩人[12][13]。
- 長男・伊東夏樹

## 作品
詩集
- 『わがひとに与ふる哀歌』（杉田屋印刷所、コギト発行所、1935年）全28篇。
  - 復刻版（日本図書センター 2000年2月、竹林館 2003年、学研プラス 2019年）
- 『夏花』（子文書房、1940年）全21篇。第5回北村透谷記念文学賞受賞。
- 『春のいそぎ』（弘文堂、1943年）全28篇。
- 『反響』（創元社、1947年）全64篇。
  - 復刻版（竹林館 2005年）

再刊著作
- 『伊東静雄全集』（全1巻）、桑原武夫・富士正晴・小高根二郎編、人文書院、1961年、増補改訂版1966年
『定本版 伊東静雄全集』人文書院（全1巻）、1971年、新版1989年[注釈 3]
- 『伊東静雄詩集』創元選書、1953年。桑原武夫・富士正晴編
  - 『伊東静雄詩集』新潮文庫 初版1957年、復刊1994年
  - 『伊東静雄詩集』彌生書房、1964年。別版
- 『伊東静雄詩集』〈日本の詩集15〉角川書店、1973年。富士正晴解説
- 『伊東静雄詩集』林富士馬編、旺文社文庫 1973年。新装版〈小沢クラシックス・日本詩人選18〉小沢書店、1997年
- 『伊東静雄詩集』思潮社 現代詩文庫、1980年。藤井貞和解説
- 『伊東静雄詩集』岩波文庫 杉本秀太郎編、1988年
- 『作家の自伝69 伊東静雄 詩集わがひとに与ふる哀歌／京都』久米依子編、<シリーズ・人間図書館>日本図書センター、1998年
- 『近代浪漫派文庫35 蓮田善明／伊東静雄』新学社[注釈 4]、2005年
- 『伊東静雄 青春書簡　詩人への序奏』[注釈 5]大塚梓・田中俊廣 編、本多企画、1997年
- 『伊東静雄日記　詩へのかどで』思潮社、2010年[注釈 6]

## 伝記
- 『伊東静雄研究』 富士正晴編、思潮社、1971年
- 『現代詩読本 伊東静雄』思潮社、1979年、新装版1983年
- 小高根二郎『詩人 伊東静雄』新潮選書、1971年
- 小高根二郎『詩人、その生涯と運命 書簡と作品から見た伊東静雄』
新潮社 1965年 / 国文社 1976年、復刻：日本図書センター「近代作家研究叢書」、1990年
- 林富士馬・富士正晴『苛烈な夢 伊東静雄の詩の世界と生涯』社会思想社「現代教養文庫」、1972年
- 小川和佑『伊東静雄 孤高の抒情詩人』講談社現代新書、1980年
- 杉本秀太郎『伊東静雄』＜近代日本詩人選18＞筑摩書房、1985年 / 講談社文芸文庫、2009年
『杉本秀太郎文粋5 幻城』筑摩書房、1996年 に収録。

### 研究評伝
- 小川和佑『伊東静雄論』五月書房 1973年
- 小川和佑『伊東静雄論考』叢文社 1983年
- 田中俊廣『痛き夢の行方 伊東静雄論』日本図書センター 2003年
- 山本皓造『伊東静雄と大阪・京都』「ソフィア叢書5」竹林館 2002年
- 永藤武『伊東静雄論・中原中也論』おうふう 2002年
- 米倉巌『伊東静雄 憂情の美学』 審美社 1985年
- 三宅武治『伊東静雄 その人生と詩』花神社 1982年
- 野村聡『伊東静雄』審美社 1996年
- 城戸朱理『詩人の夏 西脇順三郎と伊東静雄』矢立出版 1994年
- 高橋渡『雑誌コギトと伊東静雄』双文社出版 1992年
- 溝口章『伊東静雄―詠唱の詩碑』土曜美術社出版販売 1998年
- 青木由弥子『伊東静雄　戦時下の抒情』土曜美術社出版販売 2023年